# Бодуэн IV (граф Фландрии)
Бодуэ́н IV (также Бодуэн Бородатый и Балдуин IV; фр. Baudouin IV le Barbu (Belle-Barbe) de Flandres; около 980 — 30 мая 1035) — граф Фландрии с 987 года из Первого Фландрского дома.

## Биография

### Правление
Бодуэн IV был сыном графа Фландрии Арнульфа II и Сусанны Итальянской, дочери короля Италии Беренгара II Иврейского. Когда его отец умер в 988 году, Бодуэн был ещё несовершеннолетним, и независимости графства Фландрии угрожал захват королевством Франция. Однако второй брак матери Бодуэна Сусанны Итальянской с королём Франции Робертом II Благочестивым, сыном и преемником Гуго Капета, смог предотвратить эту опасность.
Около 1000 года император Священной Римской империи Оттон III собрал войско для военной кампании против Фландрии. Король Германии Генрих II Святой также направился против Бодуэна IV, который принял сторону графов Лувена и Намюра, отказавшихся от сюзеренитета утверждённого Генрихом II герцога Нижней Лотарингии Годфрида I в 1006 или в 1007 году.
В отличие от своих предшественников, Бодуэн IV обратил своё внимание на восток и на север своих владений, тогда как на юге управляли его вассалы графы Булони, Гина, Хесдина и Сен-Поля.
В 1006 году Бодуэн IV захватил принадлежавший Священной Римской империи город Валансьен. В результате, он вступил в конфликт с императором Священной Римской империи Генрихом II и его союзниками, королём Робертом II Благочестивым и герцогом Нормандии Ричардом II. Однако тем не удалось победить Бодуэна.
Весной следующего года император Священной Римской империи Генрих II вновь вторгся во Фландрию и захватил в Генте крупную добычу, также взяв в плен жителей города. Бодуэн IV был вынужден сдать Валансьен и лишиться Ахена, так как император Генрих обвинил его во вмешательстве в дела графов Намюра Альберта I и Лувена Ламберта I.
Однако около 1012—1015 годов Бодуэн IV получил посредством переговоров в лен находившуюся к северу от Фландрии Зеландию и даже некоторые острова этой области: Валхерен, Борссель, Норд-Бевеланд и Зёйд-Бевеланд. На правом же берегу реки Шельды, в обмен на обещание не вмешиваться в дела герцогов Нижней Лотарингии и графов Намюра и Левена, Бодуэн получил от Генриха II Валансьен, часть Камбре и Эно. Во французской территории Фландрии Бодуэн организовал заселение болот вдоль побережья Фландрии и увеличил Брюгге и городской порт.
В 1028 году состоялся брак сына Бодуэна IV, ставшего впоследствии графом Фландрии Бодуэна, с дочерью короля Франции Роберта II Благочестивого Аделью. После этого сын Бодуэна IV поднял спровоцированное королём Робертом восстание против отца, встав во главе недовольных баронов. Бодуэн IV даже был изгнан из графства и был вынужден искать убежище в Нормандии. С мощной поддержкой своего покровителя Роберта II Нормандского он быстро восстановил себя на престоле графов Фландрии и ему удалось окончательно подавить восстание.
Во времена правления Бодуэна IV были основаны Дюнкерк и возведены крепостные стены города Лилль. Бодуэн столкнулся с опасностью феодальной раздробленности, которая обрушилась на территории империи Каролингов ещё в предыдущем столетии. Однако он имел хорошо развитые регионы страны: Гент, Брюгге, Лилль и Сент-Омер. Можно отметить появление нескольких дворянских семей (Обиньи, Бетюн, Фоконберг, Худен, Ланс, Лилль, Пас, Фалемпин, Ворвин). Не позднее 993—994 годов Бодуэн создал совет регионов. Первоначально на собрании присутствовали представители четырёх административных округов. Именно Бодуэн IV положил начало дальнейшего могущества графства Фландрия.
Бодуэн IV скончался 30 мая 1035 года. Его владения унаследовал сын Бодуэн V.

### Семья
1-я жена (с приблизительно 1012 года): Огива Люксембургская (умерла 21 февраля или 9 марта 1030), дочь графа Мозельгау Фридриха Люксембургского. Дети:
- Бодуэн V (1012/1013 — 1 сентября 1067), граф Фландрии с 1035 года.

2-я жена (после 1030 года): Элеонора Нормандская, дочь герцога Нормандии Ричарда II. Дети:
- Юдифь (около 1033 — 5 марта 1094), похоронена в монастыре Сент-Мартин); 1-й муж (не позднее сентября 1051 года) — эрл Нортумбрии Тостиг; 2-й муж (с приблизительно 1071 года) — герцог Баварии Вельф I.